# Stock option
Vous pouvez aider à l'améliorer ou bien discuter des problèmes sur sa page de discussion.
- Il doit être débarrassé d’une partie de son jargon. Sa qualité peut être largement améliorée en utilisant un vocabulaire directement compréhensible par le plus grand nombre. (Marqué depuis octobre 2022)
- Il adopte un point de vue régional ou culturel particulier et nécessite une internationalisation. (Marqué depuis octobre 2022)
- Il n’est pas rédigé dans un style encyclopédique. (Marqué depuis octobre 2022)

Une stock option (ou stock-option) est une forme de rémunération variable allouée par les actionnaires d'une entreprise à ses dirigeants ou ses salariés. Il s'agit d'une option d'achat (call) dont l'actif sous-jacent est l'action de l'entreprise employeur.
Elle entre dans les composantes de la rémunération globale en tant que rétribution dont le but est d'inciter les dirigeants et les principaux cadres à orienter leur action dans le sens exclusif d'une valorisation boursière à moyen terme (5 ans en général en France).
Ainsi, ce système permet à des dirigeants et à des salariés d'une entreprise d'acheter sous certaines conditions (présence dans l'entreprise au moins) des actions de celle-ci à une date et un prix fixé à l'avance. En créant une communauté d'intérêt convergents entre actionnaires et bénéficiaires d'options, ceci a notamment l'avantage d'inciter les employés à agir pour faire monter le cours de l'action de leur entreprise.
Le fait de pouvoir, la plupart du temps, acheter à un prix  plus bas que le marché permet la réalisation d'un  bénéfice à la revente. Dans le cas contraire, les options deviennent sans valeur (underwater, selon la terminologie anglo-saxonne). Toutefois, la législation et la pratique tendent désormais à fixer des conditions plus strictes conduisant notamment à fixer le prix d'exercice de l'option à un niveau suffisamment élevé.
En français, le terme stock option peut être remplacé, comme le préconisent certains organismes officiels, par les dénominations « option sur titres » (préconisé par la Délégation générale à la langue française) ou « option d'achat d'action » (préconisé par l'Office québécois de la langue française). Pour des raisons de lisibilité, on utilisera dans la suite de l'article la dénomination anglophone stock option même si ce terme est utilisé en anglais pour désigner des options sur actions, sans nécessairement faire référence à une forme de rémunération.
Lors de la polémique des années 2000 sur les stock-options, cette forme de rémunération a été critiquée, car il n'y a que peu de risque de perte, si l'achat réel est effectué en ayant pris en compte l'évolution « réelle » du cours de l'action d'ici la revente. Le plus simple étant de n'acheter réellement que lorsque l'on est décidé à effectuer la revente pour éviter ce risque. Le problème inhérent à ce type de rémunération concerne les délits d'initiés (insider trading, selon la terminologie anglo-saxonne) puisque les bénéficiaires sont des salariés ou des mandataires sociaux.

## Fondements économiques
À l'origine, les stock options sont avant tout destinées aux jeunes entreprises cherchant à attirer les talents que leurs faibles ressources financières ne leur permettent pas de s'offrir. Ce fut le cas par exemple pour Google, à grande échelle. Elles constituent donc un levier de développement pour les entreprises innovantes, mais dépourvues de capitaux de départs. Cela explique leur succès dans les start-up au cours des années 1990.
En second lieu, il s'agit de réconcilier les objectifs de l'actionnaire avec ceux du manager, selon les principes de la théorie de l'agence et suivant les travaux de l'École de Chicago sur la primauté de la création de valeur pour l'actionnaire. Cela revient à aligner les intérêts du dirigeant avec ceux de l'actionnaire. Le principe est le suivant : la part variable des rémunérations des dirigeants doit avoir pour but de les pousser à œuvrer prioritairement sur les performances à moyen terme de l’entreprise. On pose le postulat selon lequel la bourse, à moyen terme, traduit effectivement les performances de l'entreprise. On considère, en conséquence, que la part variable des salaires des patrons doit être plus en phase avec l’évolution du cours de l’action. L'attribution des stock options est censée y répondre. Pour les incitations à long terme, les entreprises disposent d'un autre levier de la rémunération globale : les retraites supplémentaires gérées en capitalisation à prestations définies (dites retraite-chapeau) ou à cotisations définies.

## Définitions et principes généraux de fonctionnement[4]

### Définitions
Attribution : l'événement ayant attribué ou la quantité de stock-options attribuées. 
Calendrier : l'ensemble des dates des événements qui affectent la vie d'une stock-option.
Conditions d'exercice : les conditions qui permettent ou interdisent l'exercice des options. Le plus souvent, il suffit simplement pour le bénéficiaire d'être à la date d'exercice salarié de la société qui a émis les options, ou de l'une de ses filiales ou ayant droit. Certaines attributions peuvent prévoir l'atteinte préalable d'objectifs boursiers ou opérationnels.
Date d'attribution : la date où les droits ont été émis par la société, généralement la date de délibération de l'assemblée générale extraordinaire si c'est elle qui est chargée de cette attribution.
Date d'exercice ou date de maturité : date à laquelle une quotité de l'attribution devient " exerçable " sur simple décision du bénéficiaire (moyennant le paiement du prix d'exercice).
Date de forclusion : date à laquelle des stock-options qui n'auraient pas été exercées cessent de pouvoir l'être.
Prime d'émission :  le coût dont doit s'acquitter le bénéficiaire à la date d'attribution pour bénéficier d'une option. Ce montant est extrêmement faible, souvent nul dans le cas des stock-options.
Prix d'exercice : (en anglais strike price) le prix dont devra s'acquitter le bénéficiaire pour exercer ses options et recevoir ses actions.
Ratio de conversion : le nombre d'options à exercer pour 1 action à émettre.

### Les différentes plus-values
En cas de ratio de conversion de 1 pour 1 : 
La plus-value d'attribution est l'éventuel rabais consenti sur la valeur de l'action au moment de l'attribution. Elle se calcule par la différence entre (i) la valeur de l'action à la date d'attribution et (ii) la valeur de la prime d'émission éventuelle de l'option + son prix d'exercice.
La plus-value d'acquisition correspond à l'augmentation de valeur constatée à la date d'exercice d'une option depuis son attribution. Elle est égale à la différence entre la valeur de l'action (i) à la date d'exercice et (ii) à la date d'attribution.
La plus-value de cession est calculée par différence entre (i) la valeur de cession de l'action et (ii) la valeur à l'acquisition.

### Exemple
Monsieur X se voit attribuer 1 000 options sur action de la société Y le 15/01/2010 avec une prime d'émission de 1,05 € et un prix d'exercice de 8,95 € / stock-option à l'émission. Le cours de l'action est de 10,50 € au 15/01/2010. Ces options peuvent être exercées au second anniversaire pour 30 % d'entre elles, puis 30 % de plus au troisième anniversaire, enfin 40 % au quatrième anniversaire à la condition qu'il reste salarié de Y.
| date       | %    | quantité | prime d'émission | prix d'exercice | prix total |
| ---------- | ---- | -------- | ---------------- | --------------- | ---------- |
| 15/01/2012 | 30 % | 300      | 315,00           | 2685,00         | 3 000,00 € |
| 15/01/2013 | 30 % | 300      | 315,00           | 2685,00         | 3 000,00 € |
| 15/01/2014 | 40 % | 400      | 420,00           | 3580,00         | 4 000,00 € |

- À l'attribution, Monsieur X doit s'acquitter de 1,05 × 1000 = 1 050,00 €
- La plus-value d'attribution est égale à (10,50 - 8,95 - 1,05) × 1000 = 500,00 €

Le 31/03/2012, Monsieur X exerce 300 stock-options, l'action vaut 12,00 € :
- Il doit s'acquitter de 8,95 × 300 = 2 685,00 €
- La plus-value d'acquisition est de (12,00 - 10,50) × 300 = 450,00 €

Le 30/06/2013, Monsieur X exerce 300 stock-options supplémentaires, l'action vaut 12,80 €. Puis, il vend immédiatement ses 600 actions à 12,80 € et démissionne.
- Il doit encore s'acquitter de 8,95 × 300 = 2 685,00 €
- La plus-value d'acquisition sur cette seconde quantité d'options est de (12,80 - 10,50) × 300 = 690,00 €
- Il perd ses 400 stock-options non parvenues à maturité (traité comme cession) :
  - la prime d'émission qu'il a versée est perdue : 1,05 × 400 = 420,00
  - la plus-value d'attribution est elle aussi perdue (10,50 - 8,95 - 1,05) × 400 = 200,00
- il perçoit de la cession des 600 actions obtenues par l'exercice de ses stock-options 12,80 × 600 = 7680,00 €
- la plus-value de cession sur les 300 premières actions est de (12,80 - 12,00) × 300 = 240,00 € ; elle est nulle sur les 300 suivantes.

| année de maturité | quantité | attribution | acquisition | cession | total   |
| ----------------- | -------- | ----------- | ----------- | ------- | ------- |
| 2012              | 300      | 150,00      | 450,00      | 240,00  | 840,00  |
| 2013              | 300      | 150,00      | 690,00      | 0,00    | 840,00  |
| 2014              | 400      | 200,00      | 0,00        | -620,00 | -420,00 |
| Total             | 1000     | 500,00      | 1140,00     | -380,00 | 1260,00 |

Les flux de cash sont cohérents avec ce résultat : 
- X débourse 1 050,00 € à l'attribution
- puis 2685,00 € au premier exercice
- puis encore 2685,00 € au second exercice
- soit un total déboursé de 6420,00 €
- Et il perçoit 7680,00 € lors de la cession
- Soit 1260,00 € de plus que les sommes déboursées.

## En droit français
Les stock options ont été créées dans les entreprises françaises dans les années 1970. Elles sont notamment régies par le Code du commerce (articles L225-177 à L225-186) et le Code des impôts concernant leur fiscalité.
Les principes du régime fiscal actuel des stock options sont ceux mis en place par Dominique Strauss-Kahn, ministre des Finances : plusieurs mesures favorables à ce type de rémunération des hauts-dirigeants ont été prises.
De plus, la création à l'automne 1997 des bons de souscriptions de parts de créateurs d'entreprise (BSPCE) a permis de mettre en place l'équivalent de stock options à fiscalité allégée pour les créateurs d'entreprises de haute technologie. Cette fiscalité  favorable a  été accordée à un nombre de plus en plus large d'entreprises, en 1998 puis en 1999, soulevant de plus en plus de critiques. Laurent Fabius, en succédant à Dominique Strauss-Kahn, avec la loi sur les nouvelles régulations économiques de mai 2001, introduit la progressivité des taxes en fonction de l’importance des plus-values des stock-options. Ce barème progressif pouvant aller jusqu’à 50 % des plus-values.
Le second principe consista à lier le niveau de la taxe au risque économique pris par l’entreprise dont le détenteur de stock-options fait partie. Plus le risque est faible, plus la taxation est grande.
À la suite d'un amendement déposé par Édouard Balladur, la loi du 30 décembre 2006 pour le développement de la participation et de l'actionnariat salarié oblige les conseils d’administration à définir à l’avance un quota de stock options ou d’actions issues d’options que les dirigeants seront tenus de conserver durant leur mandat. Ce dispositif s’applique aux options de souscription comme aux attributions gratuites d’actions. Cet amendement ouvre par ailleurs la possibilité pour l'Autorité des marchés financiers (AMF), d'édicter des règles en concertation avec les organisations professionnelles.

### Procédure
La décision de création de plans de stock options revient à l'Assemblée générale extraordinaire (sur le rapport du conseil d'administration ou du directoire, selon le cas, et sur le rapport spécial des commissaires aux comptes) qui permet ou non aux dirigeants de consentir des offres de souscription ou d'achat. L’Assemblée générale extraordinaire est aussi chargée de fixer le délai (ce délai ne pouvant être supérieur à trente-huit mois) durant lequel les dirigeants ont le droit de consentir ces offres de souscription ou d'achat. Elle délègue ensuite au conseil d'administration (ou au directoire) le soin de fixer les conditions d'octroi : nombre d'actions attribuées, prix d'exercice des options (c'est-à-dire le rabais), bénéficiaires.
Dans une société dont les titres sont admis aux négociations sur un marché réglementé, les options ne peuvent être consenties :
1. dans le délai de dix séances de bourse précédant et suivant la date à laquelle les comptes consolidés, ou à défaut les comptes annuels, sont rendus publics ;
2. dans le délai compris entre la date à laquelle les organes sociaux de la société ont connaissance d'une information qui, si elle était rendue publique, pourrait avoir une incidence significative sur le cours des titres de la société, et la date postérieure de dix séances de bourse à celle où cette information est rendue publique.

Ces restrictions s'expliquent par la volonté de minimiser le risque de délit d'initié. En effet, on considère que la fenêtre de quelques semaines après la publication des comptes est une période au cours de laquelle le marché est réputé être aussi bien informé que les dirigeants. Le point 2 vise les cas où, précisément, les organes sociaux (ou mandataires sociaux) de l'entreprise bénéficient d'une information privilégiée leur faisant courir le risque de délit d'initié en raison d'une asymétrie d'information momentanément irréductible.
Les comités de rémunération au sein des conseils d'administration ou de surveillance pilotent les divers éléments de la rémunération globale, et en particulier les plans de stock options et les systèmes de retraite supplémentaire. Composés d'administrateurs indépendants (non salariés), ils sont censés être objectifs et impartiaux. L'expérience a montré que les tentations de clientélisme, de renvois d'ascenseurs et de rivalités mimétiques ne leur étaient pas toujours étrangères.

### Bénéficiaires
Comme le dispose l'article L.225-177 du Code du Commerce, des options donnant droit à la souscription d'actions peuvent être consenties « au bénéfice des membres du personnel salarié de la société ou de certains d'entre eux ». Cette disposition doit être interprétée à la lumière des concepts de rémunération globale pour les entreprises transnationales : les initiatives, le pilotage et le contrôle des comités de rémunération doivent alors s'avérer  pleinement efficaces en termes d'équité.

### Limitation du rabais
Le rabais est la différence entre le prix d’attribution de l’action (c'est-à-dire le prix auquel l'option donne le droit d'acheter l'action) et sa valeur réelle au même moment (c'est-à-dire, pour une action cotée, le cours de Bourse du jour de l'attribution). On distingue deux cas :
1. dans le cas d'une société cotée, le rabais maximum par rapport au cours de bourse le jour de l'attribution des options est de 20 % en cas de plan de souscription et de 5 % en cas de plan de rachat d'actions.
2. dans le cas d'une entreprise non cotée, le montant du rabais est laissé à la discrétion des dirigeants.

### Fiscalité
Les stock options font l'objet d'une triple imposition :
- sur le rabais, qui est intégré dans l'impôt sur le revenu.
- sur la plus-value d'acquisition (différence entre la valeur de l'action le jour où l'option est exercée et la valeur de l'action le jour où l'option a été attribuée) : le taux varie suivant qu'on aura cédé ses actions avant quatre ans, entre quatre et six ans ou au-delà de six ans. L'imposition se fait selon le régime des plus-values mobilières spécifiques.
- sur la plus-value de cession (différence entre le prix de cession de l'action et le prix d'acquisition de celle-ci), l'imposition se fait selon le régime des plus-values mobilières ordinaires.

Attention, pour les plans de stock options émis à partir du 20 juin 2007, toute opération de donation équivaut à une cession, l'imposition étant celle indiquée ci-dessus.
Quel taux ?
La plus-value d'acquisition est imposée au titre de l'année de cession des titres issus de la levée de l'option, selon des modalités qui diffèrent en fonction de la date d'attribution des options, et, pour les plans attribués avant le 28 septembre 2012, selon la durée de conservation des titres et le montant du gains ainsi réalisé.
La loi de finances pour 2013 a en effet entièrement réformé le cadre fiscal des gains réalisés dans le cadre de plans attribués à compter du 28 septembre 2012. Pour ces plans, le mode d'imposition du gain de levée d'option ne dépend plus de la durée d'indisponibilité ou de conservation des titres.
La plus-value d'acquisition est imposée dorénavant dans la catégorie des traitements et salaires pour les plans attribués après le 28 septembre 2012. Le gain est donc soumis directement au barème progressif de l'IR. Il supporte également les prélèvements sociaux au titre des revenus d'activité, c'est-à-dire au taux de 8 %. La CSG devient partiellement déductible, à hauteur de 5,1 points.
L'éventuelle moins-value issue de cessions de stock-options peut cependant s'imputer sur le gain de levée d'option correspondant.
Et à l'époque de l'ISF ?
Tous les éléments du patrimoine imposable lorsque l’Impôt de solidarité sur la fortune existait, étaient soumis à cet impôt sur la base de leur valeur vénale, et notamment, le prix auquel ils seraient susceptibles d’être vendus. Les droits de créances entrent, en principe dans la base de calcul de cet impôt pour un montant estimatif.
Les droits résultants des options non encore exercées sont personnels et incessibles, et donc dépourvus de valeur vénale. Cette caractéristique fait obstacle à ce qu’ils étaient retenus dans la base de calcul de l’ISF. En revanche, la valeur des titres détenus à l’issue de l’exercice de l’option était prise en compte pour l’ISF.

### Régime social
De la même manière, les stock-options font l'objet d'un triple prélèvement au bénéfice de la Sécurité sociale :
- le rabais lorsque celui-ci est supérieur à 5 % et jusqu'à 20 %, est assujetti comme salaire tant en ce qui concerne les cotisations de sécurité sociale que la CSG et la CRDS.
- la plus-value d'acquisition est exclue de l'assiette des cotisations sociales.
- la plus-value de cession est assujettie à CSG et CRDS en tant que revenu du patrimoine.

Par ailleurs, la loi de financement de Sécurité sociale pour 2008 a instauré deux nouvelles contributions sur les stock-options, l'une à la charge des employeurs (30 % depuis 2012), l'autre à la charge des bénéficiaires (10 % depuis 2012). Le produit de ces deux contributions est affecté aux régimes obligatoires d'assurance-maladie.

## Les obligations comptables induites par les stock-options
Auparavant, il était demandé aux entreprises de comparer le bénéfice par action « brut » avec le bénéfice par action dilué par (entre autres) les stock-options, conformément aux normes américaine FAS 128 ou internationale IAS 33. Le bénéfice par action post-dilution suppose l'exercice de tous les instruments financiers convertibles en capital.
Les normes ont évolué (FAS 123 revised ; IFRS 2) et il est demandé aux entreprises de faire apparaître aux comptes de résultat de l'exercice la " rémunération " des bénéficiaires d'options calculée sur la différence entre la fair value des options exercées ou existantes à la fin de l'exercice et la valeur des options existantes à la date de clôture précédente. Les modèles de valorisations utilisés sont généralement les modèles de Black, Scholes & Merton, ou binomial. Le voile a ainsi été levé sur l'impact que les stock-options feraient peser sur les profits des entreprises. Selon une étude d'ABN-Amro la déduction du résultat net de la rémunération sous-jacente des bénéficiaires d'options aurait entraîné, en 2001, une baisse de 10 % des résultats des entreprises en Europe. Cette évolution est cependant soumise à certaines critiques, entre autres parce que les modèles de valorisation n'intègrent pas l'incessibilité des stock-options, conduisant à la surévaluation de cette charge.

## Le détournement de l'usage des stock options

### Le désaveu américain
Aux États-Unis, plusieurs affaires financières ont remis en cause et remettent encore en cause aujourd'hui la pertinence de l'encadrement des stock options ainsi que leur utilisation comme élément de rémunération.

#### Instrument de gouvernance ou de rémunération?
L’euphorie boursière de la bulle financière de la fin des années 1990 a été marquée par l’attribution de rémunérations salariales exorbitantes aux dirigeants des entreprises cotées. La rémunération annuelle des PDG américains connaissait une croissance annuelle moyenne de +38 %, notamment grâce à des plans de stock options très avantageux. En 1998, les économistes Brian Hall et Jeffrey Liebman, montrent que les stock options ont paradoxalement contribué à accroître la faible sensibilité des rémunérations des PDG américains aux performances de leurs entreprises. Les stock options étaient donc peu à peu détournées de leur principale raison d'être, à savoir, associer création de valeur et management.
Le pic fut atteint en 2001 lorsque le PDG d'Oracle Corporation, Larry Ellison, bénéficia de 701 millions USD dans l’année à la suite de l’exercice de ses stock options. Mais l’explosion de la bulle financière et la législation américaine contribuèrent à ralentir cet emballement.

#### Le coup d’arrêt de la loiSarbanes-Oxley
Votée par le Congrès américain en juillet 2002 et ratifiée par le président Georges W. Bush le 30 du même mois, à la suite des scandales financiers d'Enron et de Worldcom, la loi Sarbanes-Oxley a renforcé le rôle du conseil d’administration et prévoit d’importantes sanctions pénales en cas de manquement avéré des administrateurs. Dès lors, les administrateurs sont de moins en moins enclins à accepter des pratiques contestables comme la baisse du prix d’exercice des stock options ou le doublement du nombre d’actions lors d’une baisse du cours boursier.
Simultanément, les deux principales places de cotations américaines : New York Stock Exchange et NASDAQ, ont rendu obligatoire la soumission à l’assemblée générale des actionnaires de tous les plans de stock options. Ce retournement de tendance est très perceptible aux États-Unis, où nombre de grandes entreprises ont en partie abandonné ce mode de rémunération. En 2003, Microsoft, l'une des plus grandes capitalisations boursières de la planète, a ainsi remplacé ses plans de stock options par des dons d’actions.
Selon une étude du cabinet Deloitte réalisée en 2004, seules 25 % des entreprises américaines ne remettent pas en cause leur stratégie face à cet outil de rémunération différé. Pour 48 % des entreprises américaines interrogées, ce recul est marqué par un élitisme plus accentué (plans de stocks options réservés aux managers) et seules 17 % d'entre elles ont supprimé les plans de stock options pour les salariés.

#### Un retour des affaires
Plusieurs plaintes se multiplient en 2006 relativement à des affaires de stock options antidatées aux États-Unis. En effet, une soixantaine de sociétés américaines appartenant, pour la plupart, aux valeurs technologiques de la Silicon Valley (dont UnitedHealth, Apple, Activision ou encore Brocade), ont fait l'objet de plaintes déposées par des actionnaires sur les conditions d'attribution de stock options à leurs dirigeants. La Securities and Exchange Commission (SEC) et la justice fédérale ont également engagé des poursuites. Dans la majorité des cas, les entreprises sont accusées d'avoir antidaté certaines attributions d'options pour profiter d'un prix d'exercice au plus bas et permettre ainsi au dirigeant de maximiser sa plus-value.
Ces affaires font suite aux analyses de plusieurs économistes américains : Yermack (1997), Aboody et Kasznik (2000), Chauvin et Shenoy (2001), Lie (2005), et Narayanan et Seyhun (2005), qui ont constaté que, dans de nombreux cas, les prix de levée d'options sont anormalement élevés immédiatement après l'attribution de plans de stock options. Selon une étude d'Erik Lie et Randall A. Heron, 29,2 % des entreprises américaines auraient antidaté ou manipulé à un moment ou à un autre les plans de stocks-options attribués à leurs dirigeants entre 1996 et 2005.

### En France: un usage controversé
L'usage des stock options comme complément avantageux aux rémunérations des dirigeants est toujours prisé des patrons français. Comme le souligne le rapport d'information de l'Assemblée nationale du 2 décembre 2003 sur la réforme du droit des sociétés, « c'est en France que la part des stock options dans la rémunération totale est la plus élevée en Europe et même par rapport aux États-Unis. » Les sommes en jeu représentent parfois jusqu'à deux fois le salaire reçu au cours de l'année : « Il ressort de nos études que les plans destinés aux dirigeants français sont parmi les plus généreux d'Europe. Il n'est pas rare que la valeur des stock options représente entre 50 et 100 % du salaire de base, ce qui est très compétitif, même vis-à-vis des pratiques anglaises », affirme ainsi Jean Lambrechts, consultant à Hewitt Associates. Selon les statistiques du cabinet Towers Perrin, en 2006, plus de 50 % des stock options sont détenues par des présidents français.
Cet engouement français tranche avec sa récente remise en cause dans les pays anglo-saxons. Mais certaines levées d’actions sujettes à caution en raison de la présomption de délit d'initié (EADS au début 2006 , ou le cas de Vinci dont le PDG concentrait à lui seul 35 % des options) ont réanimé le débat, en France, autour de la gestion des plans de stock options. Cela est également dû à l'influence de la loi Sarbanes-Oxley, dont l'application extraterritoriale risque de modifier sensiblement les règles en vigueur en termes de plan de stock options en Europe. Ainsi, le débat sur les modalités de gestion des stock options, qui revient à l'agenda de manière cyclique, tend aujourd'hui à se focaliser sur la manière de rendre moralement inattaquable l'opération de levée d'options.
Plusieurs solutions sont régulièrement avancées :
- Certains estiment qu'il suffirait de prendre en compte les cours trois mois avant et trois mois après la date d'attribution de l'option et de réserver le traitement fiscal « de faveur » aux plans concernant une majorité du personnel ;
- Une autre solution — complémentaire — voudrait que, au moins, on attribue les plans à des dates régulières et, surtout, qu'on les soumette à la réalisation d'objectifs bien précis ;
- La limitation annuelle de l'exercice, ou l'interdiction d'attribution au-delà d'un certain pourcentage des options de l'entreprise (par exemple 10 %), sont également des pistes avancées ;
- Une autre analyse part du principe que tout dirigeant est initié et propose, en conséquence, de supprimer purement et simplement la possibilité, pour les mandataires sociaux d'entreprises, de lever des options de souscriptions d'actions pendant la durée d'exercice de leurs fonctions.

### Les Stock options dépassées par les attributions gratuites d’actions?
Aujourd’hui, la tendance est à la distribution d’actions gratuites (AGA) plutôt que de stock options.
Qui sont les bénéficiaires ? 
Les bénéficiaires sont les salariés du groupe, de l’entreprise, une catégorie de salariés, ou les mandataires sociaux (dirigeants de la société distributrice et dirigeants des sociétés du groupe si les actions sont admises aux négociations sur un marché réglementé). Ils sont désignés par le conseil d’administration, qui fixe souverainement les critères d’attribution (ancienneté, présence dans l’entreprise, performance… etc.), sans qu’il soit obligatoire de faire une répartition égalitaire entre eux. La limite à ne pas franchir par les bénéficiaires est le seuil de détention de 10 % du capital social.
Les avantages des AGA ? 
Ce mécanisme permet :
– aux personnes choisies de devenir actionnaires sans avoir à fournir d’apport financier ;
– à l’entreprise d’être exonérée de cotisations sociales (cotisations Sécurité sociale, cotisations d’assurance chômage et de retraite complémentaire), à condition de respecter les modalités d’attribution fixées par le Conseil d’administration ou le Directoire et de notifier à l’organisme de recouvrement l’identité des bénéficiaires. C’est aussi un moyen indirect de motiver ses salariés. La principale différence d'avec les stock options réside en fait dans la certitude du gain pour le salarié, et ce même si le cours de l'action baisse (contrairement aux stock options où le gain est chevillé à la progression de celui-ci).
Et la fiscalité ?
Pour l’impôt sur le revenu, le régime fiscal se rapproche de celui des stock options (cf Taxation des AGA), c’est-à-dire qu’il y a report de l’imposition au jour de la cession des actions attribuées gratuitement.
Pour les prélèvements sociaux additionnels, l’avantage résultant de l’attribution gratuite d’actions est défini comme un revenu du patrimoine.
Concernant l’ISF, le droit résultant de l’attribution gratuite n’est pas imposable. En revanche, la valeur des actions est imposable.

### La remise en cause de l’association création de valeur financière-management
Sur le plan du débat théorique, plusieurs économistes tendent désormais à remettre en cause les conclusions de l'École de Chicago sur l'association entre création de valeur (financière) et management. Ainsi, les économistes Marianne Bertrand et Sendhil Mullainathan ont étudié le caractère incitatif des plans de stock options et démontré qu'ils ne peuvent pas correspondre à un contrat optimal puisqu'ils font dépendre la rémunération du PDG de chocs macroéconomiques : choc pétrolier fluctuation de changes, bulle technologique, etc., qu'ils ne peuvent contrôler. Comme le souligne l'économiste Jean-Luc Gréau, « il est puéril de croire que, à partir du moment où le manager est intéressé aux résultats de l'entreprise, ses décisions seront meilleures. Le risque entrepreneurial est inhérent à l'économie concurrentielle. On peut le réduire grâce à la qualité de l'information préalable et à l'expérience des dirigeants. On ne peut l'abolir. » Certes, la mise en valeur de la création de valeur financière semble aujourd'hui incontournable en tant que principe de management. Mais, comme le souligne l'économiste Daniel Michel, « la performance d'une entreprise n'est-elle pas aujourd'hui de penser " SA " performance en ajoutant des perspectives plus subtiles que celles du tableau de bord prospectif ou balanced scorecard (satisfaction des actionnaires, satisfaction des clients, processus de travail interne, développement des compétences des personnes) ? Cela est bien, mais doit être complété par une perspective création de valeurs, ce qui implique que les organisations aient conscience de leur rôle contributif à l'évolution d'une morale ». De ce point de vue, aligner intérêts du dirigeant et intérêts de l'actionnaire dans une optique de performance managériale optimale apparaît purement fictif et doit être dépassé, selon nombre d'économistes, par une approche globale et morale de la création de valeurs.

## Vers une extension des plans de stock options à l’ensemble des salariés?
Si la tendance américaine n'est pas à un développement de cet outil de rémunération pour les salariés, la question est posée de plus en plus fréquemment en France où les stock options restent l'apanage d'une élite. Selon la Cegos, si 80 % des entreprises du CAC 40 disposent de plans de stock options, seuls 1 % des salariés sont concernés par ce mode de rémunération.
Cela concernerait en effet entre 200 000 et 300 000 salariés.

## L’utilisation des instruments de couverture pour couvrir le risque de cours des titres levés
La période d'indisponibilité fiscale de 4 ans, et éventuellement la période de portage de 2 ans (pour les options attribuées à compter du 27 avril 2000), représentent un risque en capital pour le bénéficiaire d'options. Tant que les opérations de levée et de vente ne sont pas réalisées et en l'absence d'une stratégie claire, les gains sont donc potentiellement aléatoires.
La fiscalité, les modalités et les choix optimum des dates de levée et de vente des options, les instruments de couverture des risques sont autant de paramètres à maîtriser pour se protéger des aléas des marchés financiers et ce dès l'attribution des options.
Il existe différents instruments (call, tunnel, etc.) à manier cependant avec prudence.